# Słowa (utwór)
Słowa – utwór zespołu IRA pochodzący z piątej studyjnej płyty Znamię. Kompozycja została zamieszczona na siódmym miejscu na krążku, trwa 2 minuty i 25 sekund, i jest najkrótszym utworem znajdującym się na płycie.
Tekst utworu adresowany jest do kobiety. Opowiada o kłótni między mężczyzną a kobietą. Później echo wypowiedzianych słów kobiety nie opuszcza mężczyzny. Tekst do utworu napisał wokalista grupy Artur Gadowski.
Brzmienie piosenki utrzymane jest w thrashmetalowym brzmieniu, gdzie słychać melodyjne ostre gitarowe riffy oraz dynamiczną gitarową solówkę w wykonaniu kompozytora utworu, gitarzysty Piotra Łukaszewskiego
Podobnie jak i w innych utworach Artur w tym utworze śpiewa inną konwencją wokalną. Piosenka była bardzo rzadko grana podczas trasy promującej płytę Znamię.
Od momentu reaktywacji grupy, utwór nie jest w ogóle grany na koncertach.

## Twórcy
IRA
- Artur Gadowski – śpiew, chór
- Wojtek Owczarek – perkusja
- Piotr Sujka – gitara basowa, chór
- Kuba Płucisz – gitara rytmiczna
- Piotr Łukaszewski – gitara prowadząca

Produkcja
- Nagrywany oraz miksowany: lipiec–sierpień w Studio S-4 w Warszawie
- Producent muzyczny: Leszek Kamiński
- Realizator nagrań: Leszek Kamiński
- Kierownik Produkcji: Elżbieta Pobiedzińska
- Aranżacja: Piotr Łukaszewski
- Tekst piosenki: Artur Gadowski
- Skład komputerowy okładki: Sławomir Szewczyk
- Płaskorzeźbę na okładkę wykonał: Rafał Gadowski
- Zdjęcia wykonali: Dariusz Majewski i Andrzej Stachura
- Sponsor zespołu: Mustang Poland